# ذا كريسماس كرونيكلز
ذا كريسماس كرونيكلز (بالإنجليزية: The Christmas Chronicles)‏؛ بالعربية سجلات عيد الميلاد، هو فيلم كوميدي أمريكي عن عيد الميلاد، صدر عام 2018. أُخرِج الفيلم من قبل كلاي كايتيس وكُتِب من قبل مات ليبرمان. الفيلم من بطولة كيرت راسل، وجودا لويس، وداربي كامب، ولامورن موريس، وكيمبرلي ويليامز بيزلي، وأوليفر هدسون. الفيلم هو الجزء الأول في سلسلة أفلام ذا كريسماس كرونيكلز. أُنتِجَ بواسطة  1492 بيكتشرز وووندر وردوايد، وأُصدِر في 22 نوفمبر 2018 على نتفليكس.
تتبع القصة طفلين؛ كيت وتيدي، اللذان لاحظا سانتا كلوز في منزلهما، يقفزان الاثنان في مزلجته مع الرنة؛ يتتسببان بالخطأ بتحطم المزلجة، كما أنهما يفقدان الهدايا. تزداد المطاردة مع اقتراب صباح عيد الميلاد.
تلقى الفيلم آراء متباينة. أُصدِرَ جزء ثانٍ بعنوان ذا كريسماس كرونيكلز 2 (بالإنجليزية: The Christmas Chronicles 2)‏ في 25 نوفمبر 2020، مع عودة الكثير من الممثلين الأصليين.

## القصة
تكافح الأم الأرملة كلير بيرس (كيمبرلي ويليامز بيزلي) مع إِقتِراب عيد الميلاد 2018، تريد أن تجمع عائلتها للاحتفال مع ابنها وابنتها في لوويل، ماساتشوستس. كان قد توفي زوجها الإطفائي دوغ (أوليفر هدسون) في حريق بعد أن دخل به لإنقاذ عدة مواطنين. فقد ابنها تيدي (جودا لويس) روحه في عيد الميلاد واشترك في أنشطة خبيثة مع أصدقائه مثل سرقة السيارات. تحاول شقيقته الصغرى كيت (داربي كامب) الحفاظ على روح عيد الميلاد، كما تحاول الحفاظ على إيمان قوي بسانتا كلوز. تمسك كيت بتيدي وهو يسرق سيارة من موقف للسيارات، وتقوم بتصويره، وتهدده بإظهار الشريط لكلير، تغير رأيها عند قدوم والدتها وتخبرها أن تيدي قد كسر إطار الصورة بدلاً من ذلك.
في عشية عيد الميلاد، تُستدعى كلير للعمل بدلاً عن زميلها وتترك كيت وتيدي لوحدهما. تلاحظ كيت ظهور ذراع غريب خارج المدفأة أثناء مشاهدة مقاطع الفيديو العائلية القديمة لعيد الميلاد. تعتقد كيت أن هذا هو سانتا وتقنع تيدي بمساعدتها من خلال وعدها له بتدمير شريط تيدي وهو يرتكب الجناية. يقوم الاثنان بإعداد سلك وكاميرا خفية. تستيقظ كيت وترى سانتا في غرفة المعيشة. يذهب سانتا إلى السطح ويتبعه الطفلان. تقرر كيت أن تختبئ في مزلقته لإلقاء نظرة فاحصة، ويتبعها تيدي على مضض. يركب سانتا مع الأطفال في السحب. عندما تقرر كيت الكشف عن وجودها، شعر سانتا والرنة بالدهشة؛ فيفقد سانتا السيطرة على المزلقة. تتحطم الزلاجة بعد الانتقال الفوري إلى شيكاغو، إلينوي.
يقدم سانتا (كيرت راسل) نفسه للأطفال، ويخبرهم أنه يجب عليه العودة لتقديم الهدايا في أقرب وقت ممكن، وإلا ستختفي روح عيد الميلاد. لا يستطيع سانتا التحرك بسرعة أو عبر المساحات الضيقة بدون قبعته. يضطر الأطفال إلى مساعدته بعد أن يهددهم بوضعهم على قائمة المشاغبين بشكل دائم. توقفوا عند حانة حيث يحاول سانتا طلب المساعدة. عندما لا يحصلون على مساعدة، يسرقون سيارة، يقنعهم تيدي بأخذها بعد تذكير سانتا بأن السيارة مسروقة بالأساس، كان قد سرقها النادل. استطاعوا بعد ذلك تحديد مكان الرنة، لكنهم واجهوا سيارة شرطة يقودها ضابطان، وهما: ديف بوفيدا (مارتن روتش) وميكي جيمسون (لامورن موريس). يتم القبض على سانتا، بينما تهرب كيت وتيدي مع حيوان الرنة. يجد الأطفال حقيبة بابا نويل، وتذهب كيت إلى الداخل لتجد المساعدة. تُنقَل فورياً إلى القطب الشمالي حيث تلتقي بأقزام سانتا، والذين يوافقون على مساعدتها.
يتعرض تيدي للهجوم من قبل مجموعة من البلطجية الذين أخذوه هو والحقيبة إلى مخبأهم، ينقذه كيت والأقزام، وانطلقوا بعد ذلك لإصلاح مزلقة سانتا. في مركز الشرطة، يحاول سانتا شرح وضعه للضابط بوفيدا. يتفاجأ بوفيدا عندما يكشف سانتا عن رغبة الضابط هذا العام في التصالح مع زوجته السابقة ليزا، لكنه يرفض تصديقه. قام بوفيدا بحبس سانتا في زنزانة الحجز، على الرغم من أنه أصبح مشبوهاً عندما يرى عدداً أكبر من الاعتقالات في ليلة عيد الميلاد. يجمع سانتا كل السجناء لأداء «عودة سانتا كلوز إلى المدينة» نظراً لأن روح الكريسماس أصبحت منخفضة للغاية. يقتنع بوفيدا أخيراً عندما يتلقى مكالمة من ليزا، والتي تدعوه لتناول القهوة في الصباح، ويوافق حينها على ترك سانتا. يصل أحد الأقزام عبر فتحة التهوية لمنح سانتا قبعة احتياطية. يذهب بابا نويل بعد ذلك إلى الخارج ليجد مزلقته قد تم إصلاحها.
يرى سانتا أن أمامه ساعة فقط حتى الصباح لإكمال تسليم الهدايا، لذلك يوافق الأطفال على مساعدته. يستطيع سانتا تسليم جميع الهدايا مع قيام كيت بإلقاء الهدايا عليه وقيادة تيدي للمزلقة، بعد ذلك، يقوم بإيصال الأطفال إلى منزلهم قبل عودة والدتهم. يعطي سانتا قبعته لتيدي كتذكار، ويظهر أنه لم يكن في حاجة إليها حقاً. عندما يغادر، يقول لكيت بصوتٍ عالٍ «هو، هو، هو»، وهي مقولة كانت خرافة عنه.
عندما تعود كلير، تذهب إلى الداخل لتجد أن غرفة المعيشة قد تم تزيينها كما كان والدهم يفعل ذلك. عندما يفتح الأطفال هداياهم من بابا نويل صباح عيد الميلاد، تحصل كيت على لوح التزلج الذي طلبته، بينما يحصل تيدي على زخرفة سحرية، عندما يعلقها تيدي على الشجرة، يرى والده يظهر بطريقة سحرية في انعكاس صورته، وكلاهما يعبر عن فخره ببعضهما البعض.
في القطب الشمالي، يجتمع سانتا مع السيدة كلوز (غولدي هاون) والتي عادت إلى المنزل.

## طاقم العمل
- كيرت راسل بدور سانتا كلوز / القديس نيكولاس، شخصية سحرية تقدم الهدايا للناس في ليلة عيد الميلاد.
- داربي كامب بدور كيت بيرس، فتاة متحمسة تبلغ من العمر 11 عاماً، وهي أخت تيدي الصغرى، وهي على عكس تيدي، تؤمن كيت بسانتا وتقرر العثور على مزلقة سانتا عشية عيد الميلاد.
  - كيتلين أيدري في دور كيت بيرس من 3 إلى 5 سنوات.
- جودا لويس بدور تيدي بيرس، صبي يبلغ من العمر 16 عاماً، وشقيق كيت الأكبر، ينخرط في أنشطة خبيثة بعد فقدان والده.
  - جيسي جيرفاسي بدور تيدي بيرس البالغ من العمر 3 سنوات.
  - ديفيد كولسميث بدور تيدي بيرس، وهو يبلغ من العمر 5 سنوات.
  - جاك بونا بدور تيدي بيرس وهو من 8 إلى 10 سنوات.
- لامورن موريس بدور الضابط ميكي جيمسون، ضابط شرطة يعيش في شيكاغو، إلينوي.
- كيمبرلي ويليامز بيزلي بدور أم تيدي وكيت الأرملة. هي ممرضة في مستشفى في لوويل، ماساتشوستس.
- أوليفر هدسون بدور دوغ بيرس، والد تيدي وكيت الراحل، وزوج كلير المتوفى. كان دوغ رجل إطفاء، فُقِد في حريق بعد أن اصطدم بالنار لإنقاذ العديد من الأشخاص بشكل عشوائي.
- مارتن روتش بدور الضابط ديف بوفيدا، وهو ضابط شرطة يعيش في شيكاغو، إلينوي، ولا يتذكر سانتا كلوز.
- فيلا لوفيل بدور ويندي، مضيفة في مطعم ومصممة أزياء طموحة.
- توني نابو بدور نادل يُدعى تشارلي بلامر.
- ستيفن فان زاندت بدور وولفي، وهو نزيل أراد سابقاً أن يصبح موسيقياً.
- مارك ريبلر بدور داستي، نزيل آخر أراد أيضاً أن يكون موسيقياً في السابق.
- جيف تيرافاينن بدور فنسنت الشرير.
- غولدي هاون بدور السيدة كلوز، زوجة سانتا كلوز.

### الأصوات
- ديبرا ويلسون بدور لارس.
- كاري والغرين بدور جوجو.
- أندرو مورجادو بدور هوج.
- ديبي ديبيري بدور فليك.
- مايكل يورتشاك في دور بيورن.
- جيسيكا لوي بدور مينا.

## الإنتاج
في ديسمبر 2017، نُشِر أن كيرت راسل سوف يلعب دور سانتا كلوز في فيلم من إنتاج نتفليكس، حصل الفيلم فيما بعد على عنوان ذا كريسماس كرونيكلز (بالإنجليزية: The Christmas Chronicles)‏.
بدأ التصوير الرئيسي في يناير 2018 في تورنتو، أونتاريو. تم تصوير أيضاً في لوويل، ماساتشوستس، وشيكاغو، إلينوي.

## الإصدار
صدر الفيلم في 22 نوفمبر 2018.
ذكرت نتفليكس أن الفيلم بُثَّ إلى 20 مليون أسرة خلال الأسبوع الأول من إطلاقه.

## الاستقبال
حصل الفيلم على نسبة موافقة تبلغ 68% بناءً على 59 مراجعة على مجمّع المراجعة روتن توميتوز، بمتوسط تقييم 6/10. يقول الإجماع النقدي للموقع: «المشاهدون الذين يبحثون عن خيار جديد لمشاهدة فيلم في الإجازة - أو أولئك الذين في حالة مزاجية لمشاهدة كيرت راسل بدور سانتا - يجب أن يجدوا أن ذا كريسماس كرونيكلز يستحق البث في عيد الميلاد». على موقع ميتاكريتيك، نال الفيلم متوسط 52 من 100، بناءً على 10 نقاد، مما يشير إلى «مراجعات مختلطة أو متوسطة».

## وصلات خارجية
- ذا كريسماس كرونيكلز على موقع IMDb (الإنجليزية)
- ذا كريسماس كرونيكلز على موقع ميتاكريتيك (الإنجليزية)
- ذا كريسماس كرونيكلز على موقع روتن توميتوز (الإنجليزية)
- ذا كريسماس كرونيكلز على موقع نتفليكس (الإنجليزية)
- ذا كريسماس كرونيكلز على موقع ألو سيني (الفرنسية)
- ذا كريسماس كرونيكلز على موقع فيلمافينيتي (الإسبانية)
- ذا كريسماس كرونيكلز على موقع قاعدة بيانات الفيلم (الإنجليزية)
- ذا كريسماس كرونيكلز على موقع ليتربوكسد (الإنجليزية)
- ذا كريسماس كرونيكلز على موقع كينوبويسك (الروسية)